# Téthieu
Téthieu (gaskonsko Tetiu) je naselje in občina v francoskem departmaju Landes regije Akvitanije. Naselje je leta 2009 imelo 637 prebivalcev.

## Geografija
Kraj leži v pokrajini Gaskonji 9,5 km severovzhodno od središča Daxa.

## Uprava
Občina Téthieu skupaj s sosednjimi občinami Angoumé, Dax, Gourbera, Herm, Mées, Rivière-Saas-et-Gourby, Saint-Paul-lès-Dax, Saint-Vincent-de-Paul in Saubusse sestavlja kanton Dax-Sever s sedežem v Daxu. Kanton je sestavni del okrožja Dax.

## Zanimivosti
- cerkev sv. Lovrenca;